# Pogrom w Gugark
Pogrom w Gugark – pogrom skierowany przeciwko etnicznym mieszkańcom Azerbejdżanu z dystryktu Gugark (obecnie część prowincji Lorri) w Armeńskiej SRR, będącej wówczas częścią Związku Radzieckiego. Co najmniej 18, a być może nawet 187 osób zginęło, gdy według oficjalnych źródeł ormiańskich miejscowi Ormianie i ormiańscy uchodźcy z Azerbejdżanu szydzili, zabijali i rabowali Azerów, a także rabowali ich domy.
Pogrom Azerów w Gugark, który rozpoczął się w marcu 1988, był następstwem pogromu w Sumgaicie. Prześladowania Azerów trwały do momentu, gdy praktycznie wszyscy uciekli z regionu. Pogrom to jeden z aktów przemocy na tle etnicznym w kontekście konfliktu o Górski Karabach, który później przerodził się w wojnę.